# ماريان وجوليان
ماريان وجوليان هو فيلم من نوع دراما أُصدر في 1981. الفيلم من إخراج وسيناريو مارغريث فون تروتا.

## القصة
تقع أحداث الفيلم في ألمانيا.

## طاقم التمثيل
- رولف شولت
- لوك بوندي
- فرانز رودنيك  [لغات أخرى]‏
- فيليكس موللر  [لغات أخرى]‏
- Anton Rattinger  [لغات أخرى]‏
- باربرا سوكوا
- Rüdiger Vogler [الإنجليزية]‏
- يوتا لامب
- جوليا بيدرمان
- دوريس شايد

## الإنتاج
موسيقى الفيلم التصويرية كانت من تأليف نيكولا اكونومو ‏.

## وصلات خارجية
- ماريان وجوليان على موقع IMDb (الإنجليزية)
- ماريان وجوليان على موقع روتن توميتوز (الإنجليزية)
- ماريان وجوليان على موقع ألو سيني (الفرنسية)
- ماريان وجوليان على موقع Turner Classic Movies (الإنجليزية)
- ماريان وجوليان على موقع أول موفي (الإنجليزية)
- ماريان وجوليان على موقع فيلمافينيتي (الإسبانية)
- ماريان وجوليان على موقع قاعدة بيانات الأفلام السويدية (السويدية)
- ماريان وجوليان على موقع قاعدة بيانات الفيلم (الإنجليزية)
- ماريان وجوليان على موقع ليتربوكسد (الإنجليزية)
- ماريان وجوليان على موقع كينوبويسك (الروسية)